# Старший чиф-петті офіцер

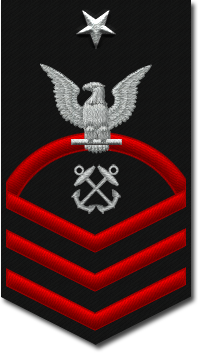
Нашивка старшого чиф-петті офіцера ВМС США

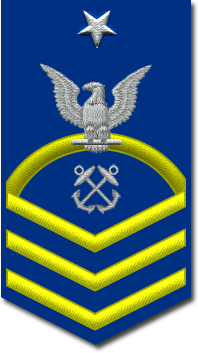
Нашивка старшого чиф-петті офіцера Берегової охорони США

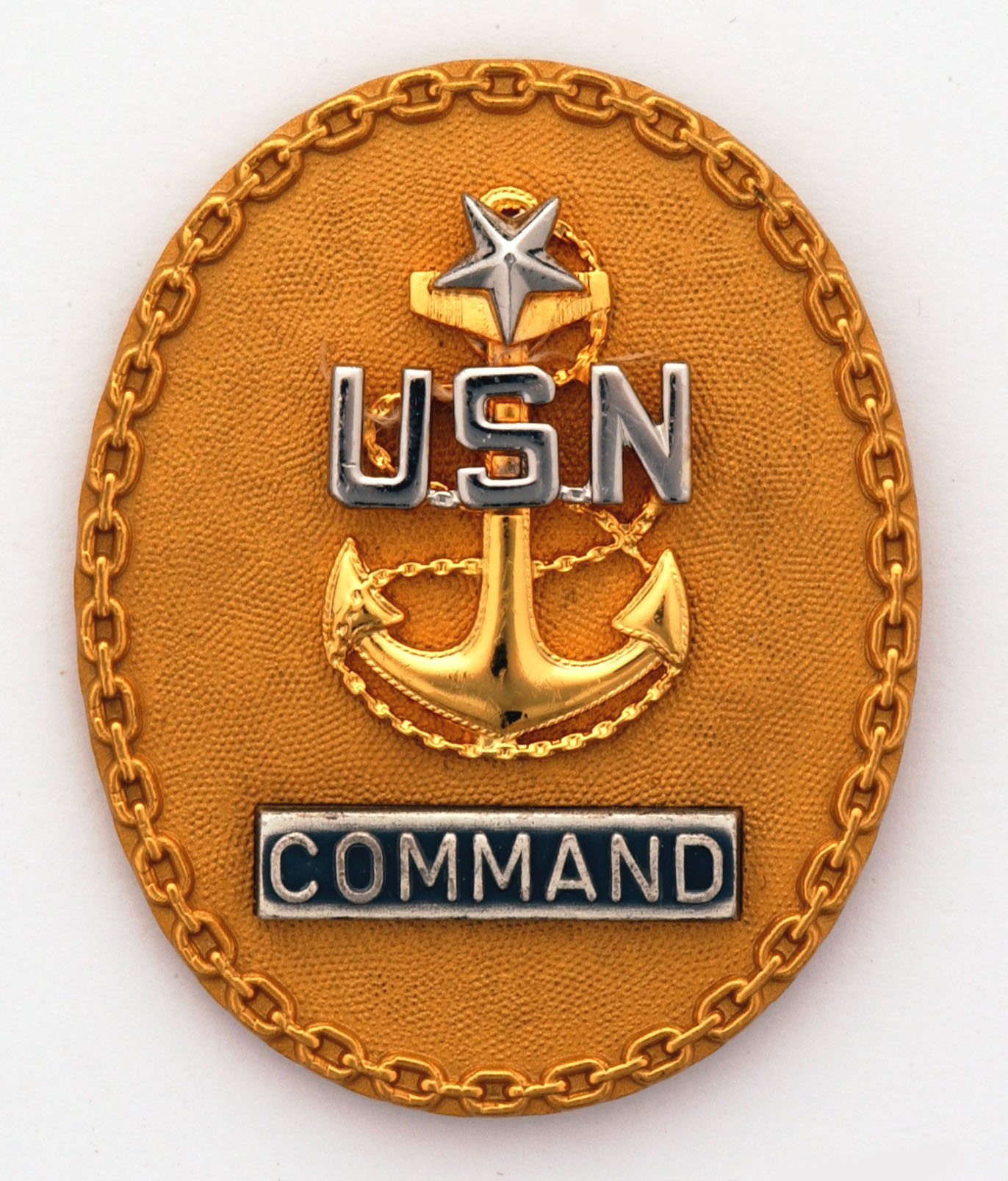
Командний знак головного старшого чиф-петті офіцера ВМС США

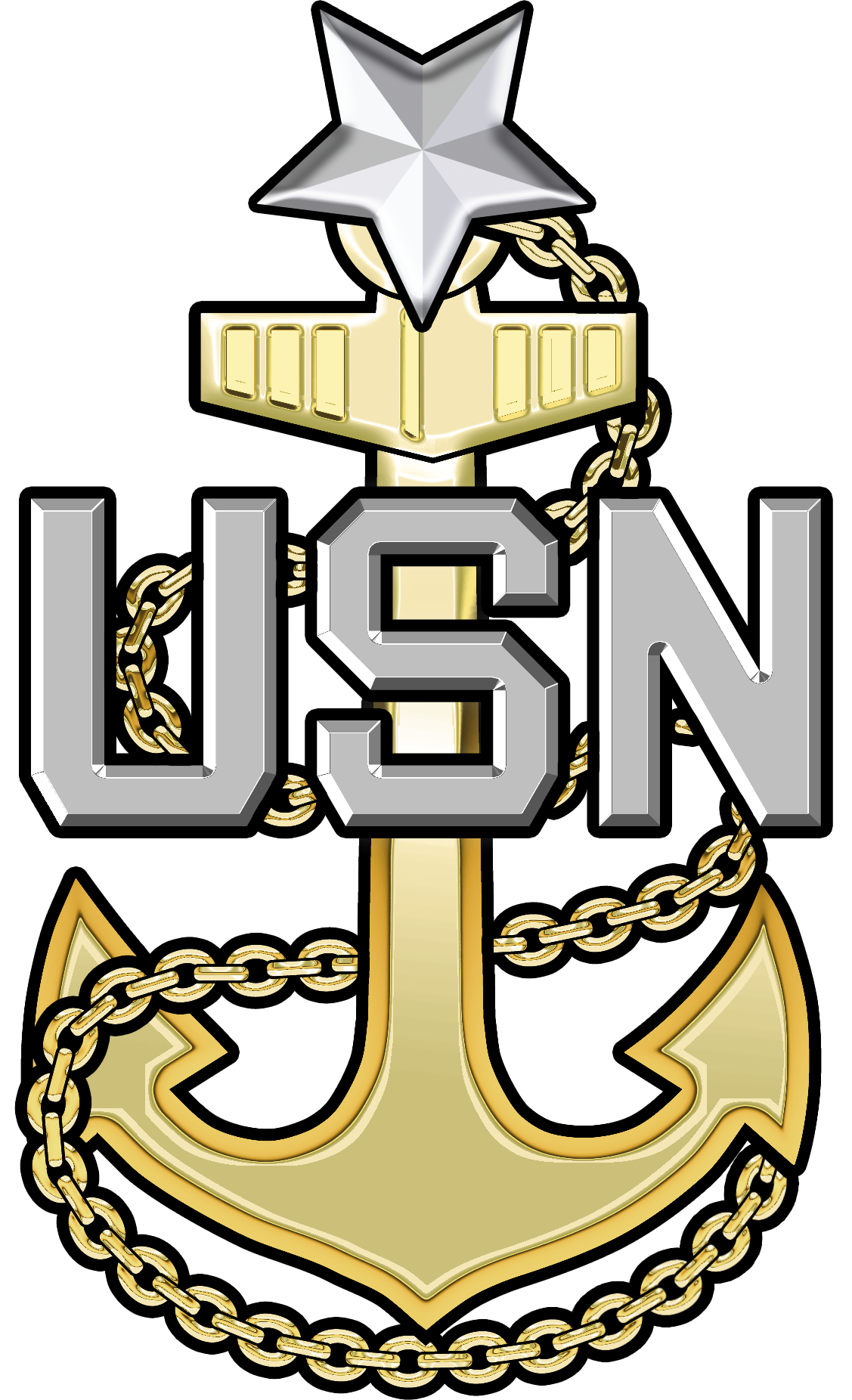
Особливий знак розрізнення старшого чиф-петті офіцера ВМС США

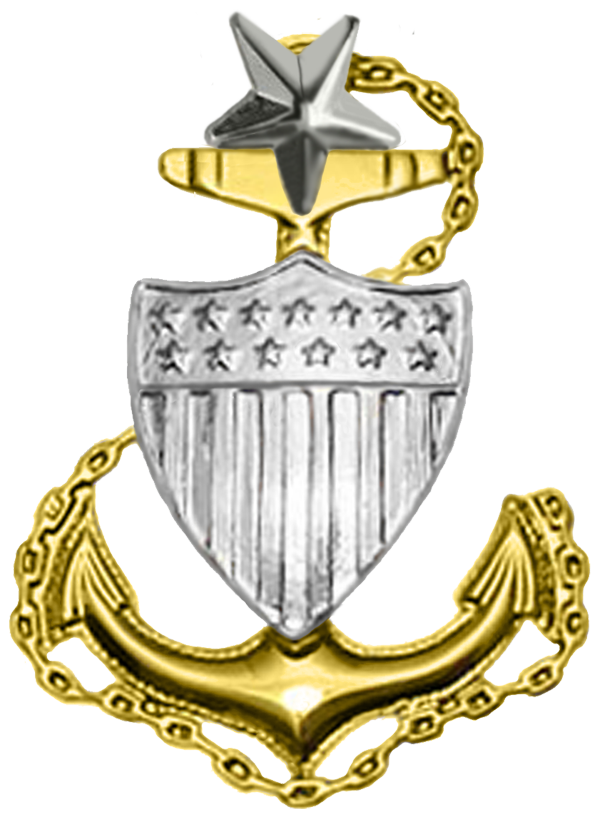
Особливий знак розрізнення старшого чиф-петті офіцера Берегової охорони США

Старший чиф-пе́тті о́фіцер (англ. Senior Chief Petty Officer) (CPO) — військове звання петті-офіцерів серед матросів та петті-офіцерів зі складу військово-морських сил США та Берегової охорони Збройних сил країни.
У Військово-морських силах США це звання відноситься до восьмого ступеня військової ієрархії (E-8) поруч з військовим званням головного старшого чиф-петті офіцера (англ. Command Senior Chief Petty Officer). Нижче за військове звання майстер чиф-петті офіцер та вище за звання чиф-петті офіцер.
У Збройних силах США це звання дорівнює званням: майстер-сержант — в армії США, старший майстер-сержант — у ВПС країни, майстер-сержант — у Корпусі морської піхоти США.

## Знаки розрізнення
Знаком розрізнення для старшого чиф-петті-офіцера є нарукавна нашивка з орлом, який розміщений вище емблеми фахівця флоту та трьох стрічок-шевронів, кути верхнього шеврону з'єднуються стрічкою-дужкою. Вище орла з розкинутими крилами розміщена зірка вістрям вниз. На темно-синій (чорній) формі, орел, зірка і емблеми фахівця білі, і шеврони червоного кольору. Якщо петті-офіцер служив у військово-морському флоті 12 років й більше й має відмінну поведінку, то на нарукавній нашивці він носить золоті шеврони. Берегова охорона не використовує золоті шеврони.
На іншій формі одягу знаком розрізнення старшого чиф-петті-офіцера служить спеціальна емблема у вигляді золотавого якоря, що переплітається зі срібним надписом «USN», а у Берегової охорони срібний щит. На горі емблеми срібна зірка.